# Ulrich Roth
Ulrich Roth (Düsseldorf, 18 december 1954) is een Duitse gitarist. Vanaf 1973 speelde hij enige jaren bij de Scorpions. Van 1978 tot 1985 speelde hij in Electric Sun.

## Discografie

### Scorpions
- Fly To The Rainbow (1974)
- In Trance (1975)
- Virgin Killer (1976)
- Taken by Force (1977)
- Tokyo Tapes (1978)

### Electric sun
- Earthquake (1979)
- Firewind (1980)
- Beyond the astral skies (1984)

### Uli Jon Roth
- Sky of avalon (1991)
- Transcendental Sky Guitar vol. 1 (2000)
- Transcendental Sky Guitar vol. 2 (2000)
- Legends of rock (2001)
- Metamorphosis (2003)
- The best of (2006)

- Bibliothèque nationale de France: cb14036243m (data)
- Gemeinsame Normdatei: 135088682
- International Standard Name Identifier: 0000 0001 1904 9259
- Library of Congress Control Number: no2008034302
- MusicBrainz: cc533920-6a69-4b14-96ff-27a4cac89365
- Nationale Bibliotheek van Tsjechië: js20070323007
- Nederlandse Thesaurus van Auteursnamen: 26517015X
- Système universitaire de documentation: 158026527
- Virtual International Authority File: 70146695
- WorldCat: E39PBJfMptgG8G4BvhjXP6x7HC